# Curtiss F7C Seahawk
Il Curtiss F7C Seahawk, designazione aziendale Model 43, fu un aereo da caccia imbarcato, monoposto, monomotore e biplano, sviluppato dall'azienda aeronautica statunitense Curtiss Aeroplane and Motor Company nei tardi anni venti del XX secolo.
Realizzato su richiesta della United States Navy, la marina militare statunitense, per equipaggiare i propri reparti aerei dislocati su portaerei, fu il primo modello specificatamente progettato per impieghi navali e, ottenuta l'autorizzazione, avviato alla produzione in piccola serie dalla Curtiss-Wright dai primi anni trenta. Venne tuttavia assegnato agli United States Marine Corps, impiegato esclusivamente da basi a terra, divenendo velocemente obsoleto e rimanendo in servizio solo qualche anno sostituito da modelli più moderni ed efficienti.
Fu inoltre il modello che determinò il definitivo abbandono da parte della U.S. Navy della motorizzazione raffreddata a liquido in favore di quella ad aria, soluzione tecnica preferita per la loro maggiore affidabilità e più semplice manutenzione negli stretti spazi destinati al rimessaggio nelle unità della flotta.

## Storia del progetto

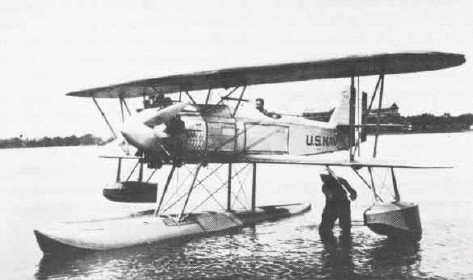
Il prototipo XF7C-1 in versione idrovolante a galleggiante centrale.

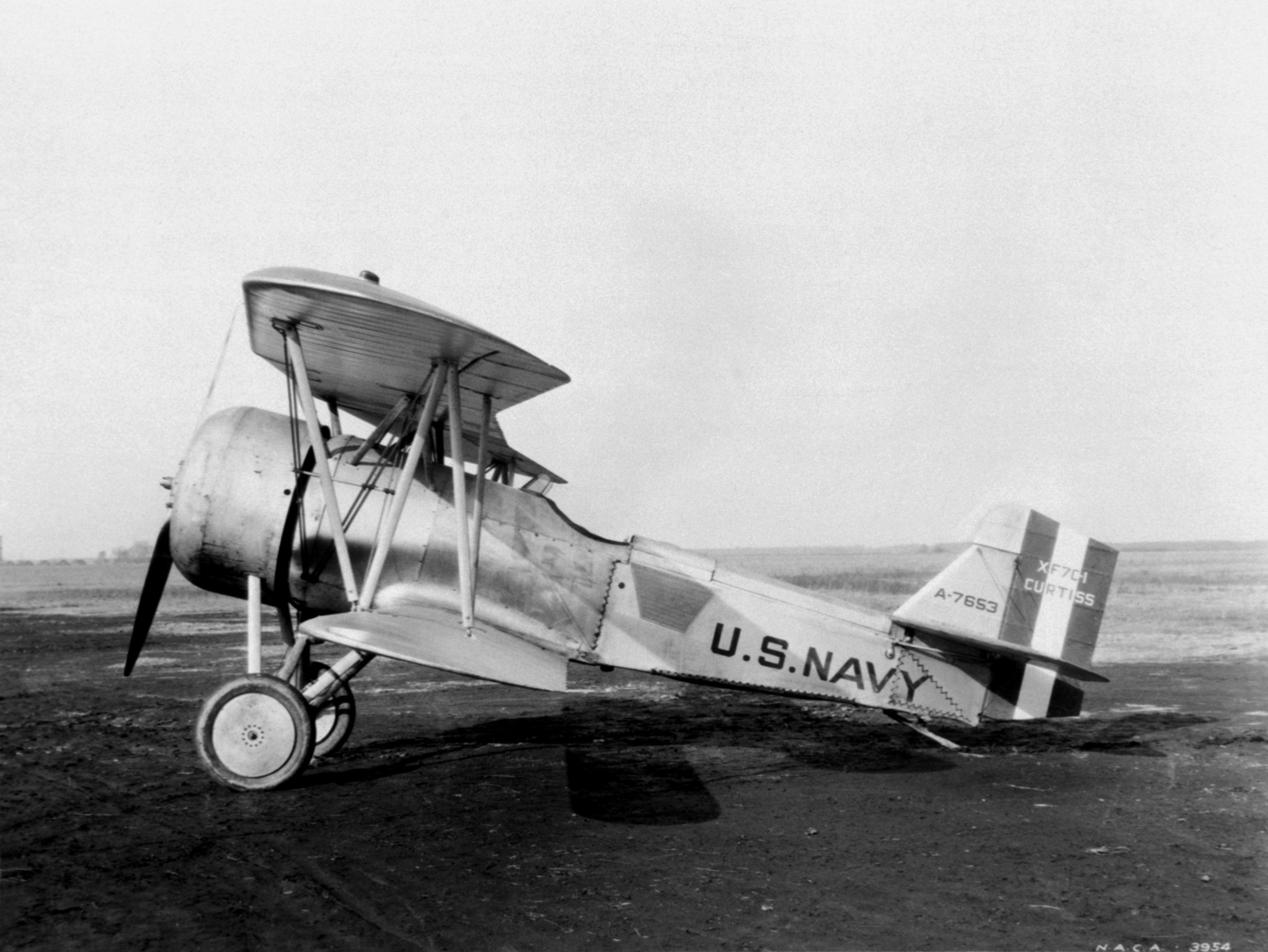
Il Curtiss XF7C-1 nel giugno del 1929.

Nel 1927 il Bureau of Aeronautics (BuAer), dipartimento della U.S. Navy deputato alla gestione del materiale e delle tecnologie della propria componente aerea, espresse l'esigenza di valutare la sostituzione dei Vought FU-1, appena entrati in servizio sia in configurazione terrestre che idrovolante, con modelli specificatamente progettati per operare da unità della flotta.
Pur non avendo il BuAer emesso alcuna specifica né ufficiale concorso, l'ufficio tecnico della Curtiss, sotto la supervisione dell'ingegnere capo Rex Beisel, elaborò un progetto che potesse soddisfare tali esigenze. Pur basandosi sull'esperienza acquisita nel realizzare i precedenti P-1, P-6 e F6C Hawk, questo era un progetto sostanzialmente originale, caratterizzato principalmente dall'adozione, come da specifiche U.S. Navy, di un motore raffreddato ad aria, propulsori preferiti dalla marina ai V12 a liquido per la loro maggiore affidabilità in ambito operativo.
Il nuovo modello, indicato dall'azienda come Model 43, riprendeva comunque l'impostazione normalmente utilizzata nei velivoli pari ruolo del periodo, configurazione alare biplana e fusoliera con struttura tubolare metallica, con superfici coperte di tela trattata, ponendo maggiore attenzione al carrello d'atterraggio, rinforzato in previsione del maggior carico derivato da un utilizzo su portaerei, mentre per la velatura si ricorse alla soluzione già impiegata nell'O-1 Falcon, caratterizzata dal piano alare inferiore dritto e a corda costante mentre il superiore, a fianco di una sezione centrale dritta, terminava ai lati con un leggero angolo di freccia.

## Tecnica

### Cellula
L'F7C Seahawk presentava fusoliera a sezione rettangolare, realizzata in tubi d'acciaio e in lega d'alluminio collegati tra loro tramite rivettatura ricoperta da una superficie in tessuto. La struttura era dimensionata in modo da poter resistere alle sollecitazioni sia nell'impiego come aereo da caccia che in quello, ipotizzato ma poi non divenuto operativo, di bombardiere leggero.
L'unica cabina di pilotaggio era posizionata, aperta e protetta da un parabrezza, nella zona centrale della fusoliera, in posizione sensibilmente arretrata rispetto al bordo d'uscita dell'ala superiore, con il poggiatesta del pilota raccordato alla parte dorsale della fusoliera.
La velatura era del tipo biplano, a scalamento positivo, ovvero con piani alari sfalsati, con il piano alare superiore collegato alla sezione della fusoliera immediatamente dietro il motore tramite un castello tubolare formato da montantini "a N" divaricati, soluzione che consentiva un migliore campo visivo al pilota, e a quello inferiore grazie a una coppia (uno per lato) di montanti interalari, sempre "a N", il tutto ulteriormente irrigidito da tiranti in cavetto d'acciaio. L'ala inferiore era dritta e a corda costante, di apertura leggermente inferiore rispetto alla superiore, l'unica dotata di superfici di controllo, che affiancava a una sezione centrale dritta le due semiali dotate di un leggero angolo di freccia.
Negli esemplari di produzione in serie il modello era equipaggiato con un carrello d'atterraggio di tipo classico, un biciclo anteriore fisso con gambe di forza indipendenti e ammortizzate con elementi ruotati, dove tutta la struttura era realizzata per assorbire gli urti e gli atterraggi (appontaggi) duri tipici nell'utilizzo dei ponti di volo delle portaerei. Solo nel prototipo XF7C in configurazione idrovolante a questo venne sostituito un traliccio tubolare di supporto che lo collegava centralmente a un grande galleggiante, al quale erano abbinati una coppia di galleggianti equilibratori posti all'intradosso dell'ala inferiore.

### Motore

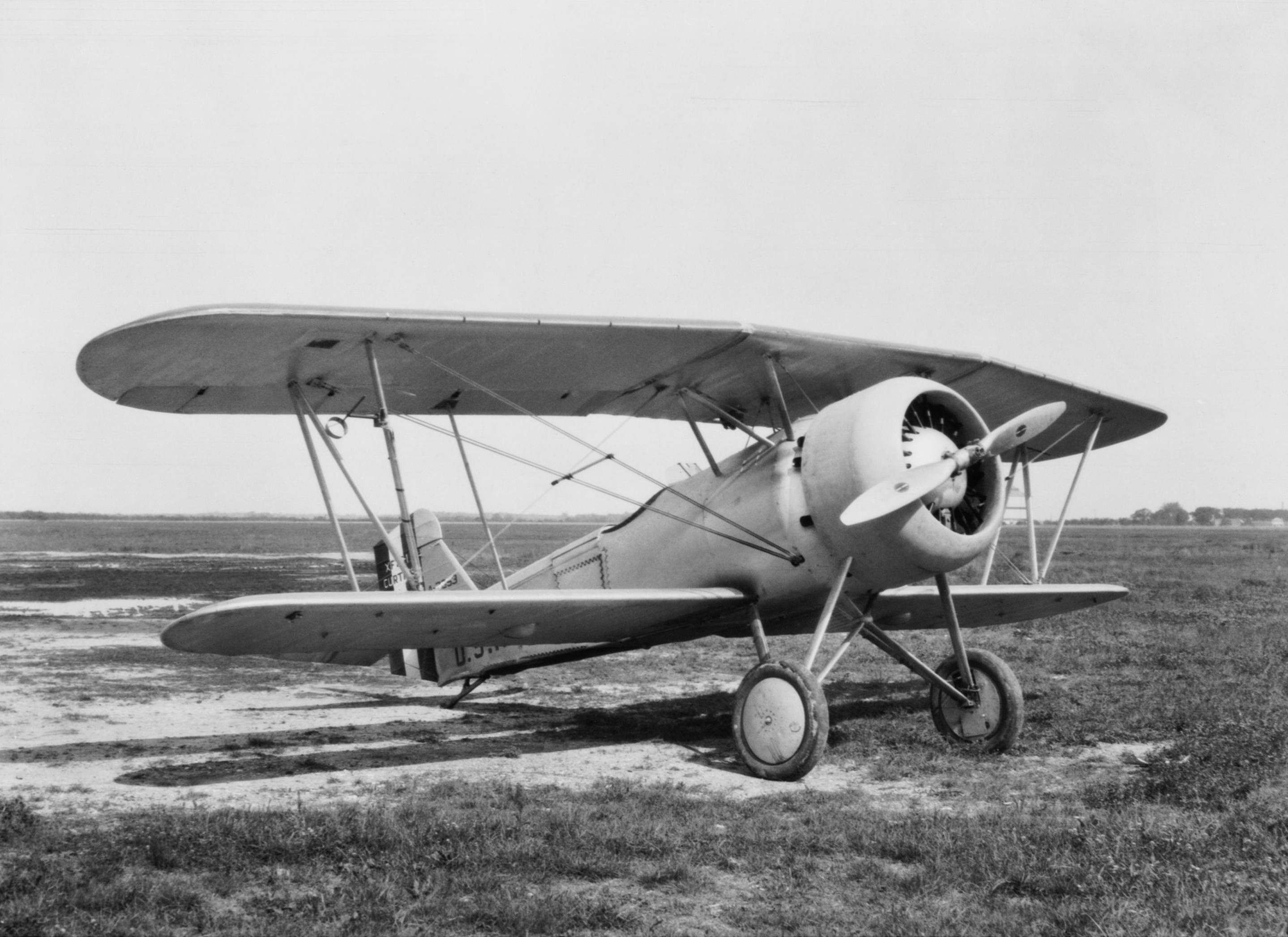
Il prototipo XF7C-1 equipaggiato con cappottatura NACA nel 1929.

La propulsione era affidata a un motore Pratt & Whitney R-1340, un radiale 9 cilindri raffreddato ad aria in grado di erogare una potenza al decollo pari a 450 hp (336 kW), montato all'estremità anteriore della fusoliera, negli esemplari di serie parzialmente carenato con le alettature dei cilindri libere di ricevere l'aria dall'elica bipala.
Nel prototipo XF7C-1 vennero testate diverse soluzioni aerodinamiche, dall'applicazione di un'ogiva sul mozzo dell'elica all'impiego di una cappottatura NACA che racchiudeva integralmente il motore, soluzioni che poi non vennero utilizzate nella produzione in serie.
Un solo esemplare, indicato come XF7C-2, venne motorizzato a scopo sperimentale da un Wright R-1820, motore dalla stessa architettura ma dalla potenza incrementata a 575 hp (429 kW) consentì all'esemplare di raggiungere prestazioni più elevate, tuttavia questa versione non venne avviata alla produzione in serie.

### Armamento
L'armamanto offensivo era affidato a una coppia di mitragliatrici Browning M1919 calibro 0,30 in (7,62 mm), posizionate in caccia davanti all'abitacolo del pilota, armi camerate per l'utilizzo del munizionamento standard .30-06 Springfield.

## Impiego operativo

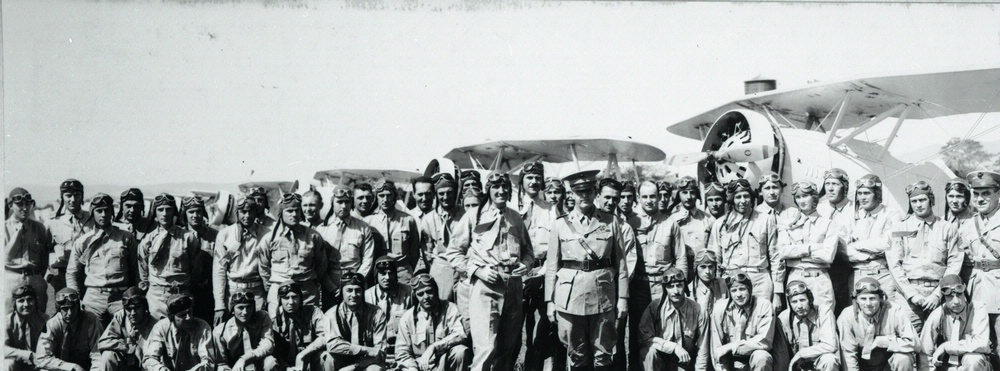
Piloti della US Marine Corps East Coast Expedition Force ritratti alla a base aerea di Quantico, Virginia, nel 1932.

Il prototipo XF7C-1 volò per la prima volta il 28 febbraio 1927. Dopo alcune modifiche richieste dalla Marina, furono costruiti 17 velivoli F7C-1 Seahawks che entrarono in servizio nel VF-5M dell'USMC a Quantico.
Nel 1930 il VF-9M organizzò la prima squadra acrobatica acrobatica dei Marines, i "The Red Devils", con alcuni F7C con muso dipinto di rosso. Rimasero in servizio fino al 1933.

## Esemplari attualmente esistenti

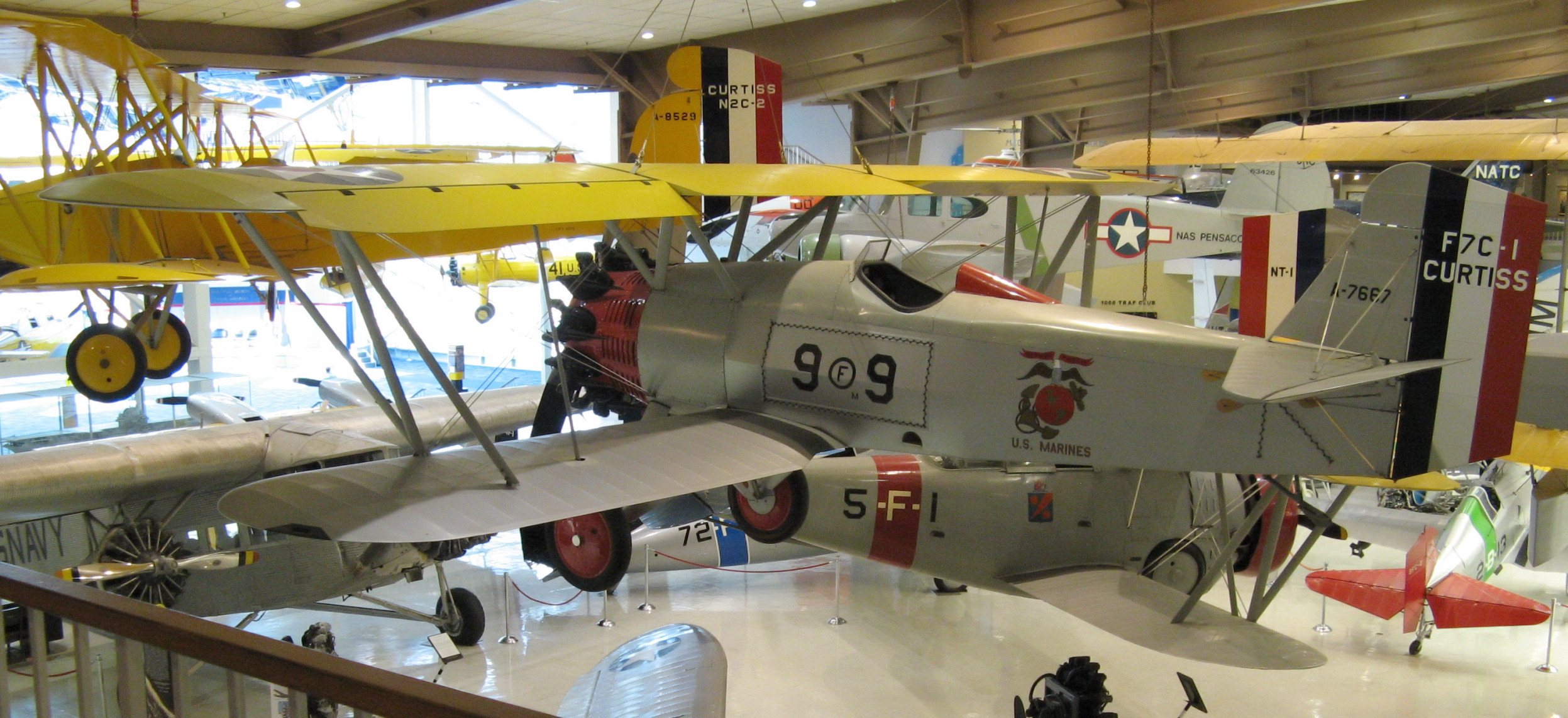
L'F7C Seahawk esposto al National Museum of Naval Aviation.

L'unico F7C Seahawk sopravvissuto è conservato a Pensacola, in Florida, esposto presso il National Museum of Naval Aviation, il museo aeronautico ufficiale della componente aerea della United States Navy.

## Versioni
XF7C-1
prototipo; un esemplare costruito.
F7C-1 Seahawk
caccia monoposto, versione principale prodotta; 17 esemplari costruiti.
XF7C-2
singola conversione di un F7C-1 per valutazione con il motore radiale Wright R-1820-1 da 575 hp (429 kW) e flap modificati.
XF7C-3
prototipo dimostrativo per la Cina con armamento composto da quattro mitragliatrici calibro .30 (7,62 mm) Browning M1919, montanti interalari di tipo "a I" e alettoni sia sull'ala superiore che su quella inferiore invece che solo sull'ala superiore. Questo modello è stato sostituito dal Model 64, F11C Goshawk .

## Utilizzatori
Stati Uniti
- United States Marine Corps